# Piecki (skały)
Piecki – skały na Łysinie w Masywie Trzech Koron w Pieninach Właściwych. Są to zbudowane z wapieni żebra i pocięte żlebami ścianki na północnych urwiskach Łysiny. Wznoszą się ponad miejscem, które przez flisaków pienińskich nazywane jest Leniwe. Są to dzikie pienińskie ostępy. Znajdują się poza szlakami turystycznymi w Pienińskim Parku Narodowym, są trudno dostępne i przez ludzi odwiedzane bardzo rzadko.
Nazwa skał wywodzi się od starosłowiańskiego słowa piec oznaczającego grotę. Dawniej skały znane też były pod nazwą Przypiecki. Znajduje się w nich kilka niewielkich jaskiń.
Piecki są jedną z nielicznych ostoi jałowca sabińskiego. Jest tu też liczący około 900 krzewów gaj cisowy. Liczne okazy cisów rosną na trudno dostępnych półkach skalnych. Rejon Łysiny i Facimiecha ma bardzo duże znaczenie przyrodnicze. Skały porastają murawy górskie i kserotermiczne z okrzynem szerokolistnym i chryzantemą Zawadzkiego i lasy urwiskowe. W 2016 r. znaleziono tu dwa gatunki rzadkich mchów podlegających ochronie: grzebieniowiec piórkowaty (Ctenidium molluscum) i miechera spłaszczona (Neckera complanata).
Piecki znajdują się w granicach wsi Sromowce Niżne w województwie małopolskim, w powiecie nowotarskim, w gminie Czorsztyn.